# Huonia thisbe
Huonia thisbe är en trollsländeart som beskrevs av Maurits Anne Lieftinck 1953. Huonia thisbe ingår i släktet Huonia och familjen segeltrollsländor. Inga underarter finns listade i Catalogue of Life.